# Дойтеком, Кристина
Кристина Дойтеком (урождённая Кристина Энгель, нем. Cristina Deutekom, 28 августа 1931, Амстердам — 7 августа 2014, Амстердам, Нидерланды) — нидерландская оперная певица, колоратурное сопрано. За блистательное исполнение виртуозной партии Царицы ночи в опере Моцарта «Волшебная флейта» певицу называли «Нидерландский соловей».

## Биография
Кристина (Стинтия) Дойтеком родилась в 1931 году в Амстердаме. Родители Стинтии участвовали в хоровой капелле и с детства приобщали дочь к пению. Уже в пятилетнем возрасте она принимала участие в представлении детской оперетты. Первые уроки вокала Кристина брала у хорового дирижёра Яна Смита, впоследствии обучалась в консерватории и в Нидерландской опере. Замужем с 1952 года, имела сына.
Вокальную карьеру Дойтеком начинала в качестве хористки в Нидерландской опере. В 1964 году дебютировала в Нидерландской опере в роли Царицы ночи («Волшебная флейта» В. А. Моцарта) и произвела фурор. Впоследствии эту партию певица исполняла в Ковент-Гардене, Венской опере, Метрополитен-опера. В 1968 году Дойтеком получила во Франции Grand Prix du Disque Lyrique за запись оперы Моцарта и контракт с театром Ла Фениче на роль Фьордилиджи («Так поступают все» В. А. Моцарта). После этого певицу стали приглашать все театры Италии, а итальянские критики дважды провозгласили Дойтеком певицей года (по итогам 1972 и 1973 годов). Кристина Дойтеком была отмечена званием рыцаря нидерландского Ордена Оранских-Нассау (1974).
Дойтеком участвовала в открытии сезона Метрополитен-опера в 1984 в роли Елены («Сицилийская вечерня» Дж. Верди). За годы карьеры певица исполнила все знаменитые партии бельканто, в её репертуаре партии Эльвиры («Пуритане» В. Беллини), Нормы («Норма» В. Беллини), Джизельды («Ломбардцы в первом крестовом походе» Дж. Верди), Леди Макбет («Макбет» Дж. Верди). Дойтеком считалась лучшей исполнительницей партии Лючии («Лючия ди Ламмермур» Г. Доницетти). Сценическими партнёрами Кристины Дойтеком были выдающиеся певцы Франко Корелли, Лучано Паваротти, Хосе Каррерас, Карло Бергонци.
Сценическая карьера певицы завершилась в 1986 году после перенесённого на сцене сердечного приступа, Дойтеком появилась перед публикой лишь однажды в 1996 году в Гала-концерте в Консертгебау. После ухода со сцены Дойтеком начала давать мастер-классы, с 2001 года преподавала в Королевской Консерватории в Гааге (приглашённый доцент). В 2004 году перенесла инсульт и после этой болезни перестала встречаться с публикой. Кристина Дойтеком скончалась дома в Амстердаме в возрасте 82 лет после непродолжительной болезни.

## Награды
- Рыцарь Ордена Оранских-Нассау (1974)
- Певица года, Милан, 1974
- Певица года, Милан, 1973
- Премия Ромео и Джульетты, Верона, 1972
- Rigoletto d’Oro, Мантуя, 1973
- Monteverdi d’Oro, Венеция, 1972
- Palco Scenico d’Oro, Мантуя, 1971
- Grand Prix du Disque Академии Шарля Кро, Париж, 1968
- Arena d’Oro, Верона, 1976

## Избранные записи
- В. А. Моцарт, «Волшебная флейта» (Царица ночи) — дир. Г. Шолти — Decca, 1971
- Г. Доницетти, «Лючия ди Ламмермур» (Лючия) — Л. Паваротти, дир. К. Франчи — Butterfly Music, 1970
- Дж. Верди, «Ломбардцы в первом крестовом походе» (Джизельда) — П. Доминго, Р. Раймонди, дир. Л. Гарделли — Philips, 1972